# Klettergebiet Verdonschlucht

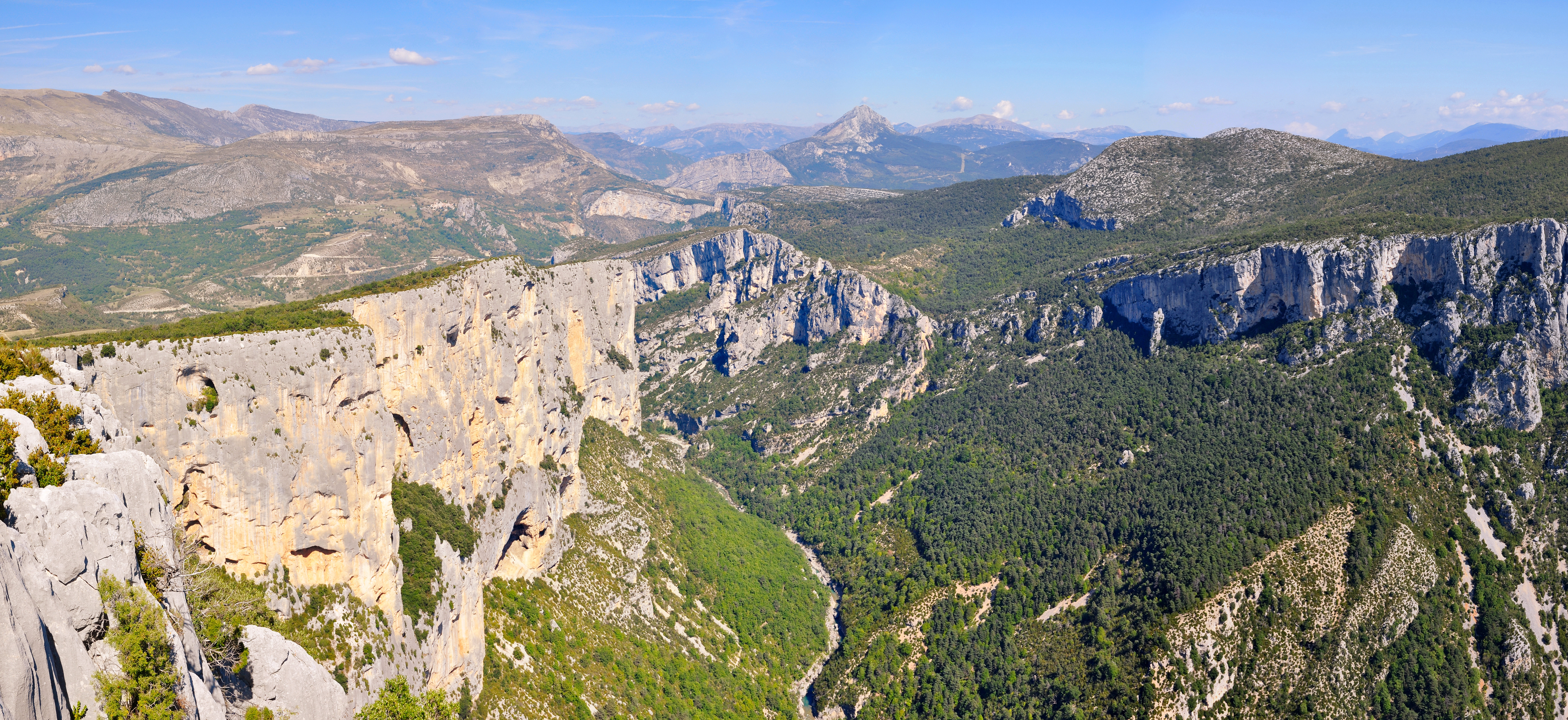
Die Felsabbrüche von l'Escalès

Das Klettergebiet Verdonschlucht (französisch Gorges du Verdon) umfasst die bis 320 m hohen Felswände der Verdonschlucht sowie mehrere Wände in der näheren Umgebung der Schlucht in der französischen Provence. Es ist seit Ende der 1970er Jahre eines der bedeutendsten Klettergebiete der Welt. Das Gebiet zeichnet sich durch eine hohe Vielfältigkeit an unterschiedlichen Kletterrouten aus: kurze, gut gesicherte Sportkletterrouten existieren neben bis zu 320 m langen, klassischen Riss- und Kaminklettereien, ausgesetzten Plattenrouten an den für den blauen Verdonfels typischen Wasserlöchern, bis hin zu Riesendächern und konstant überhängenden kleingriffigen Routen entlang von Sintersäulen.

## Lage

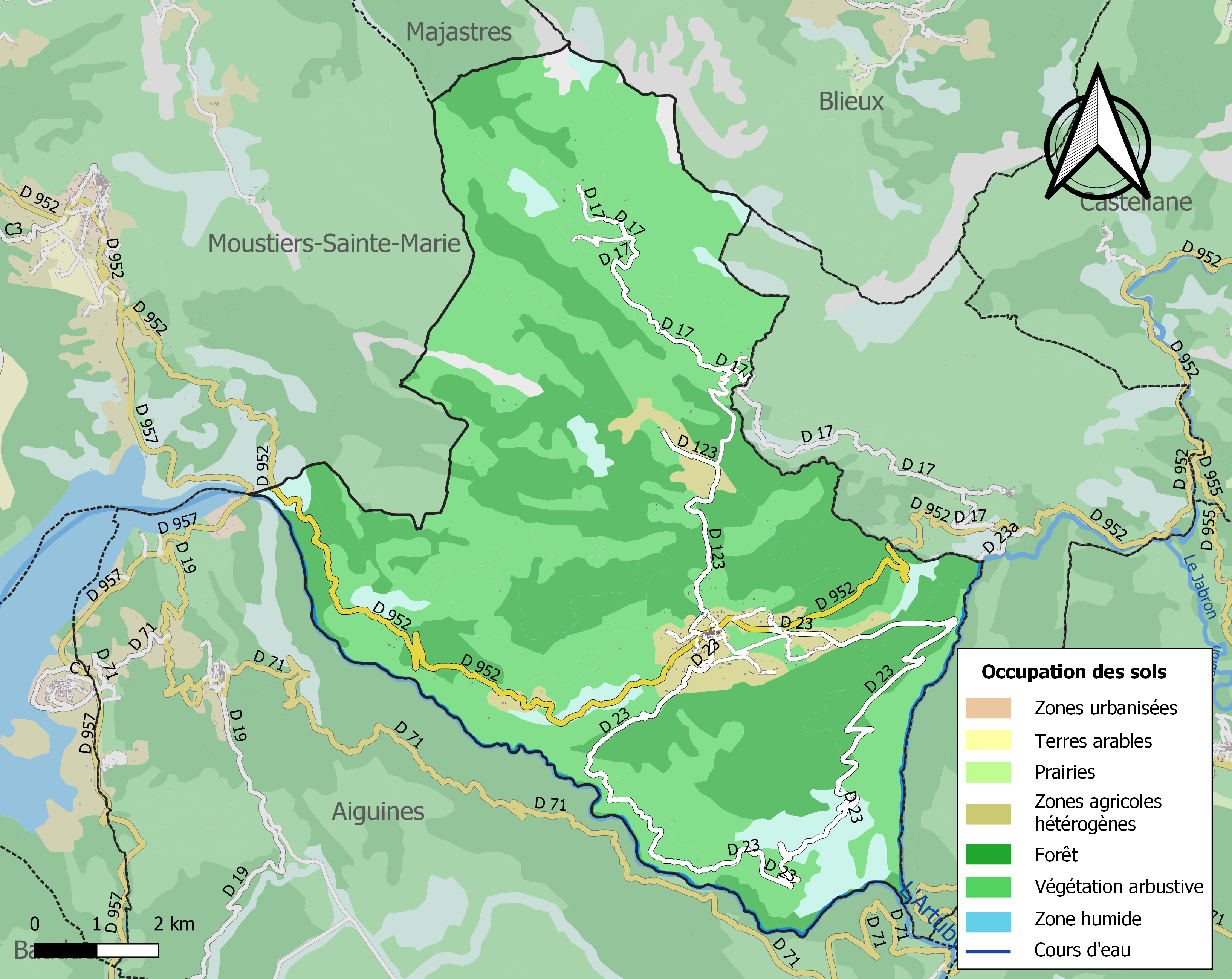
D23, die Route des Crêtes, bei La Palud-sur-Verdon

Der Verdon entspringt in der Nähe des Col d’Allos und mündet nach etwa 175 km in der Nähe von Vinon-sur-Verdon in die Durance. Die Verdonschlucht befindet sich zwischen Castellane und der Pont de Galetas kurz vor dem Lac de Sainte-Croix. Für das Klettern interessant ist der Teilabschnitt der Schlucht zwischen der Pont de Soleils und der Pont de Galetas. Die zentral gelegene Ortschaft La Palud-sur-Verdon ist Ausgangspunkt zu den meisten Klettergebieten auf der rechten Verdonseite. Die in der eigentlichen Verdonschlucht gelegenen Felswände werden über die Route Departementele D23, die sogenannte Route des Crêtes, erreicht. Weiterer Ausgangspunkt, auf der linken Verdonseite gelegen, ist die Ortschaft Aiguines oberhalb des Lac de Sainte-Croix. Das Klettergebiet Verdonschlucht befindet sich im Regionalen Naturpark Verdon.

## Entstehung der Schlucht und der Kletterfelsen

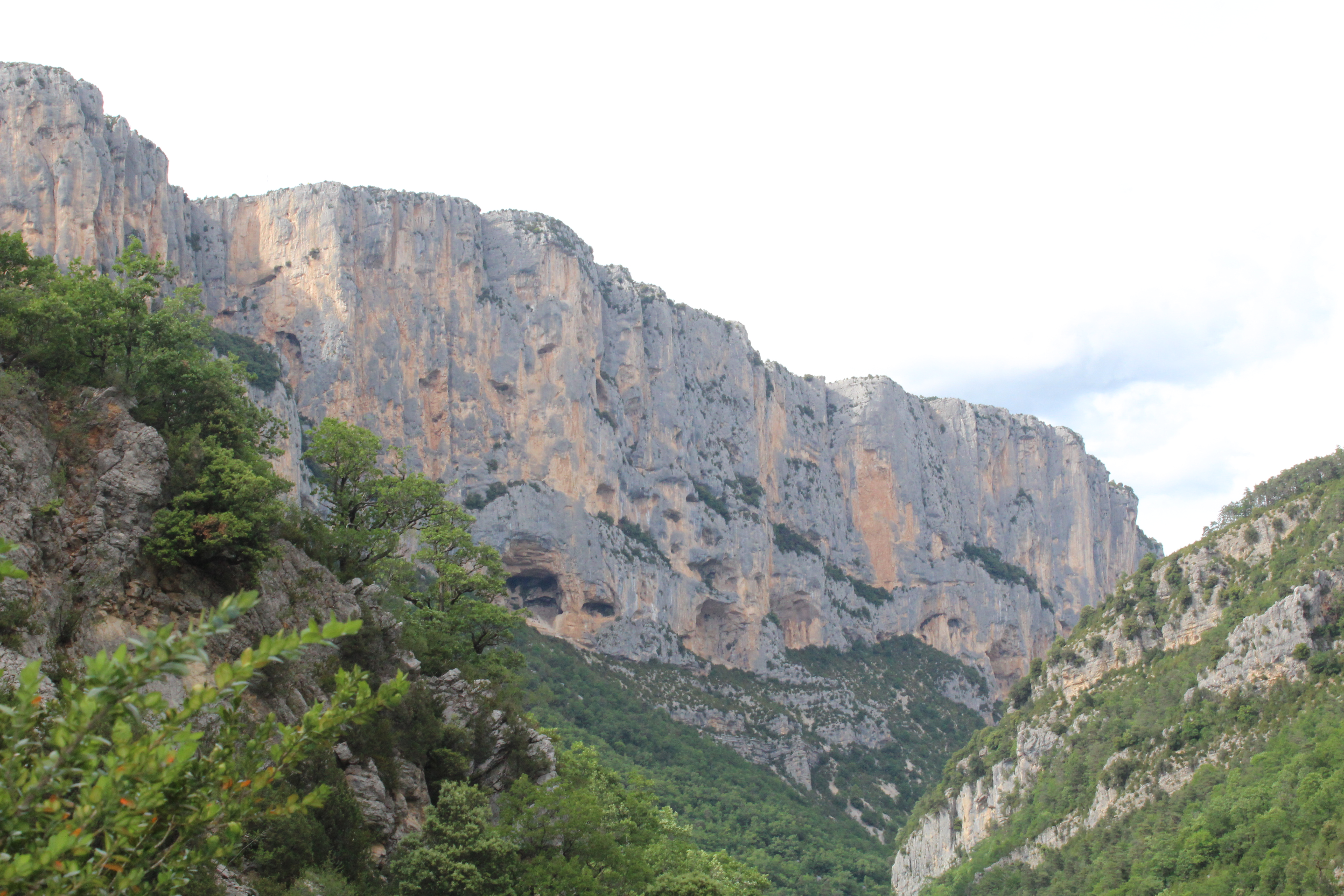
Blick auf l’Escalès, den höchsten Felsriegel der Schlucht mit eingelagerten Vegetationsbändern

Die Verdonschlucht gehört zu den südlichen subalpinen Ketten. Der Verdon und seine Nebenflüsse haben sich in die stark verkarstete Hochebene der Haute Provence eingeschnitten. Diese ist aus Jurakalken aufgebaut.
Vor etwa 210 Millionen Jahren in der Trias senkte sich die Provence ab und wurde von Meer bedeckt. In der Folge lagerten sich am Grund verschiedene Kalkschichten aus abgestorbenen Tieren wie z. B. Muscheln ab (karbonatische Sedimentation). Im nachfolgenden Jura vor etwa 140 Millionen Jahren war die Provence von einem warmen, flachen Meer bedeckt. Diese Flachwasserzonen führten vor allem im späten Jura zur Entstehung mächtiger Riffe mit Korallen und Schwämmen. Diese massiven Kalkablagerungen bildeten ein großes Plateau, in das sich später der Fluss Verdon eingrub und so die Kalkwände frei legte.

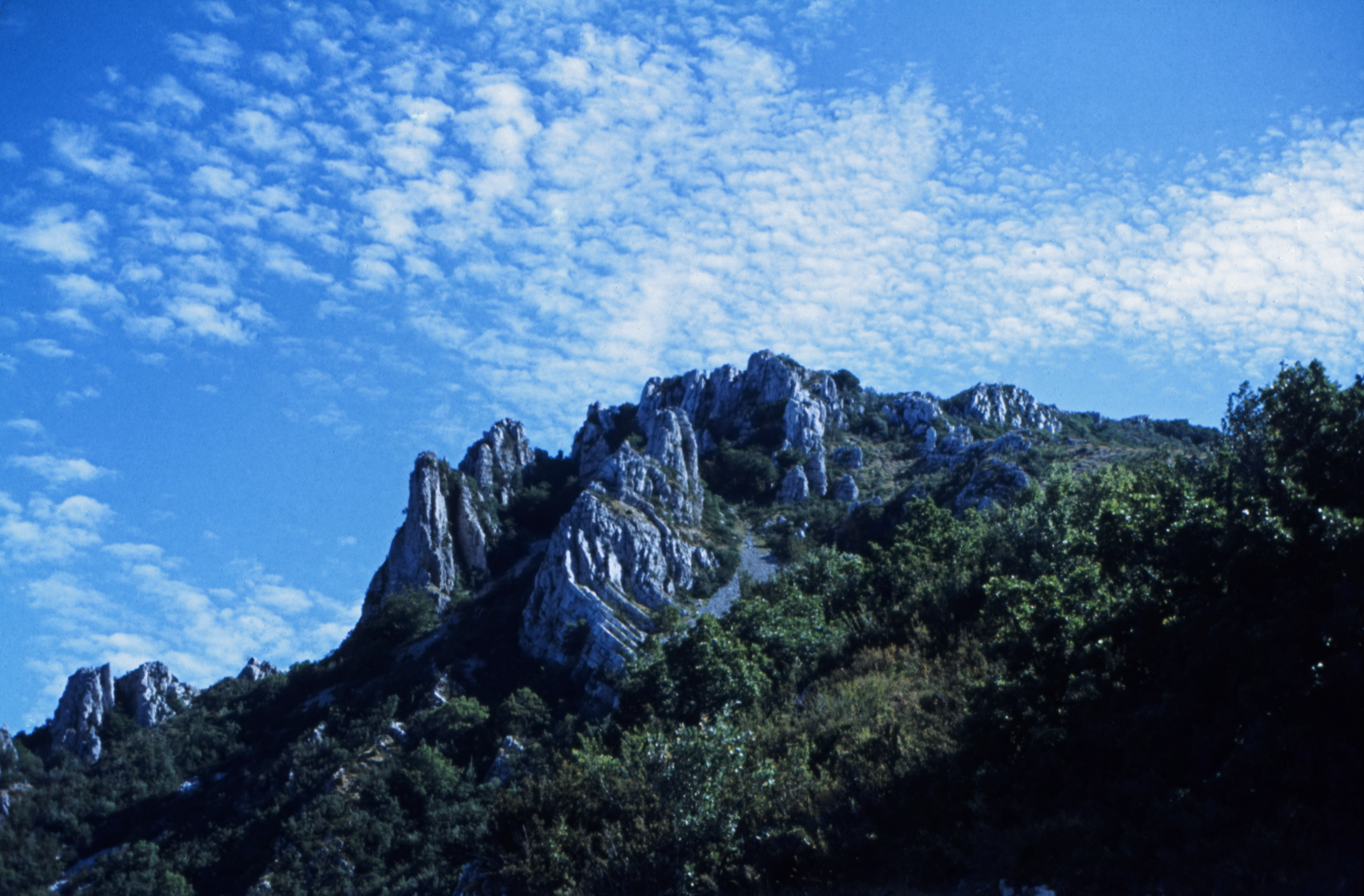
Senkrecht orientierte Kalkformationen an der Route des Crêtes

Mergelbetonte Schichten vom Beginn der darauffolgenden Kreidezeit vor etwa 120 Millionen Jahren deuten auf eine höhere Wassertiefe zu dieser Zeit hin. Diese Mergelschichten sind als Absätze in den hohen Wänden sichtbar (Terrasse genannt), die wegen der fruchtbareren Verwitterungsschicht auch oft Vegetation tragen. In der späten Kreidezeit hob sich die Provence wieder und das Meer zog sich in den Bereich der heutigen Alpen zurück. Es bildete sich eine Seenlandschaft aus. Im Tertiär vor etwa 65 Millionen Jahren begannen sich die Alpen aufzufalten. Senkrecht orientierte Schichtungen, die in Folge der Faltungen entstanden, zeugen noch heute von diesem Ereignis. Vor etwa 35 Millionen Jahren, am Ende des Paläogens, bildeten sich in Europa neue Entwässerungssysteme. In dieser Zeit suchte sich der Fluss Verdon sein Bett. Schon vor dem Quartär hat sich der Vorläufer des heutigen Verdon in ostwestlicher Richtung in das verkarstete Gestein eingetieft, aber erst im Quartär konnte die notwendige Erosionskraft erreicht werden, die zur Schaffung der heutigen Verdonschlucht notwendig war. Das Abschmelzen der alpinen Gletscher führte zu Wassermengen von bis zu 3000 m³/s, was in etwa dem mittleren Abfluss des heutigen Nils in Ägypten entspricht. Diese Mengen formten im weichen Gestein die tiefen Einschnitte von bis zu 700 m. Die Verdonschlucht hat dabei die mäandernde Form eines Flusses beibehalten, der ursprünglich in einer weiten Ebene floss.

## Geschichte des Kletterns
Der hier zusammengefasste historische Überblick basiert hauptsächlich auf Informationen von Grimper au Verdon und Climbing in Verdon 2023.

### Die Anfänge

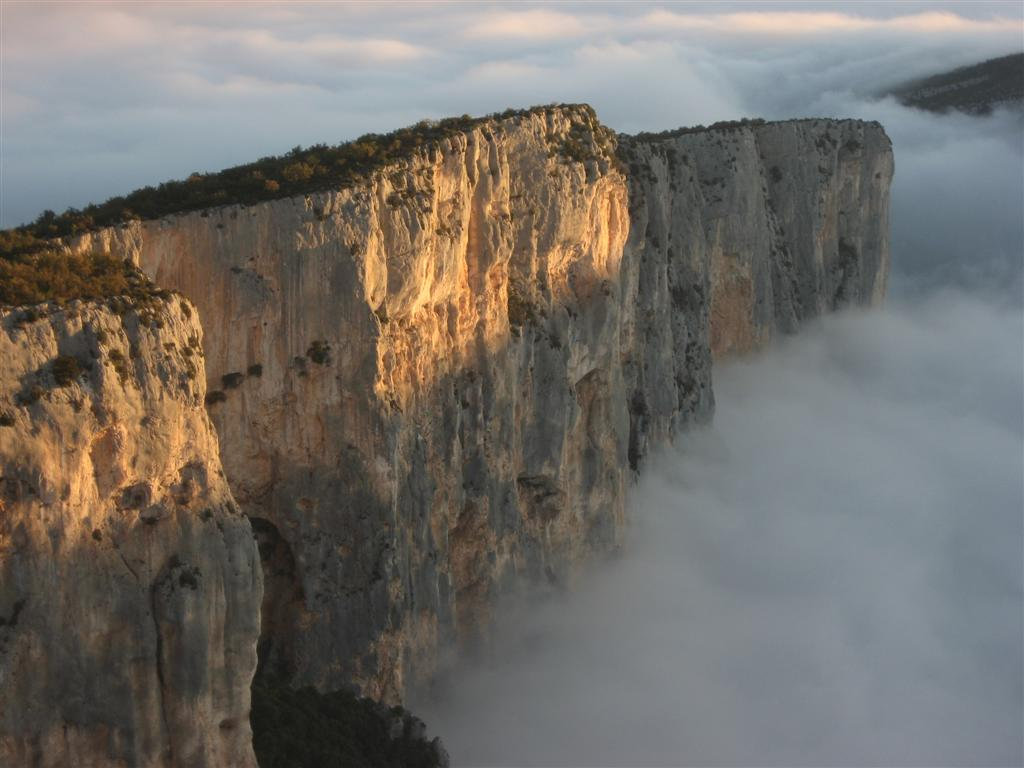
Blick auf den Sektor Escalès

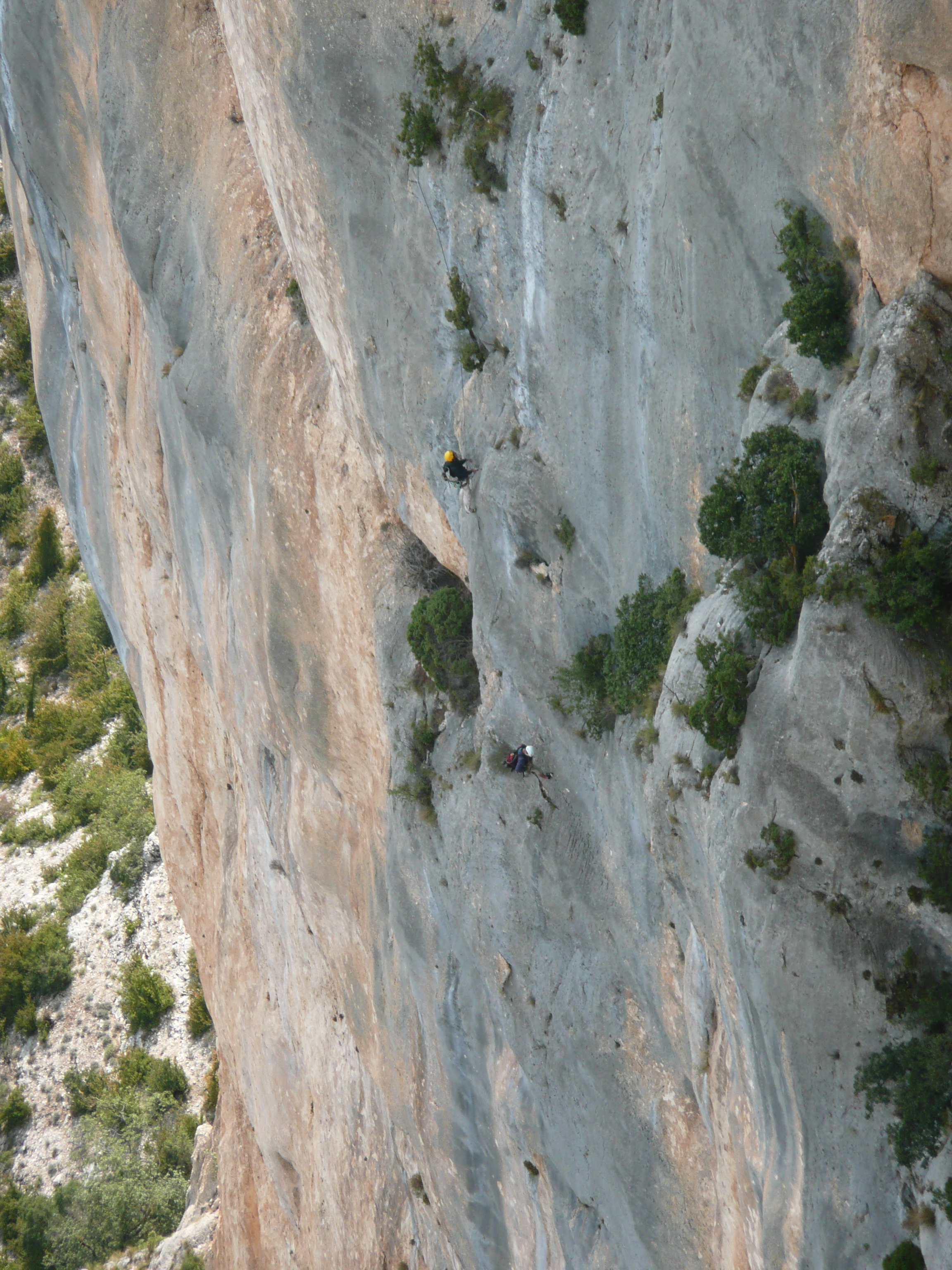
Klettern in der Verdonschlucht, Sektor Escalès

Die Verdonschlucht wurde erst spät für das Klettern entdeckt. Einige der über der eigentlichen Schlucht gelegenen Felsen wurden schon Mitte der 1960er Jahre beklettert. Die Wände der eigentlichen Schlucht wurden aber erst im Sommer 1968 vom 16. bis 24. August von Patrice Bodin, Patrick Cordier, Lothar Mauch und Patrice Richard mit Erschließung der Route Les Enragés von unten erstmals durchstiegen. Dann ging es Schlag auf Schlag. Schon im Herbst desselben Jahres folgte die Erstbegehung des Riss- und Kaminsystems von La Demande durch François Guillot und Joël Coqueugnot im Sektor l’Escalès, dem höchsten Felsriegel der Schlucht, der eine Länge von fast 4 km hat. Die Klassiker von Guy Héran folgten 1970, nämlich Luna Bong (mit M. Coquillat), Éperon Sublime (mit M. Charles) und La paroi rouge (mit B. Dineur, S. Gousseault und P. Louis). Bernard Bouscasse gelang 1972 mit ULA eine der schönsten Routen der Schlucht. Simone Badier war zu dieser Zeit eine der aktivsten Frauen im Verdon. Bis etwa 1975 waren in allen großen Wandsektoren der Schlucht Kletterrouten erstbegangen worden. Alle Routen wurden von unten erschlossen und verliefen entlang von Riss-, Kamin- und Verschneidungssystemen. Die verwendeten Haken wurden wieder entfernt und Klemmkeile kamen zur Sicherung immer mehr zum Einsatz.

### Erschließung der wichtigsten Wände
Ein neues Erschließungskapitel begann im Herbst 1976. Stéphane Troussier und Christian Guyomar seilten sich auf die Terrasse Médiane ab, eine kleine Wiese inmitten der 320 m hohen Schluchtwand. Von dort aus erschlossen sie die erste Route, die nicht im Schluchtgrund begann. Jetzt standen Plattenrouten im Vordergrund der Erschließung. 1978 richtete Jacques Nosley die Route Dingomaniaque von oben und mit Hilfe von Fixseilen ein. Jacques Perrier perfektionierte diese Methode. Ihm gelang später die Einrichtung und Begehung legendärer Plattenrouten wie z. B. Ctuluh von 1982 und Les Rideaux de Gwendal von 1983. Routen wurden aber auch immer noch klassisch von unten erstbegangen wie Triomphe d’Eros 1974 von Jean-Claude Droyer oder Pichenibule 1977 von Jacques Perrier. Es kam zu heftigen Auseinandersetzungen zwischen Vertretern der Erschließungsmethode von oben und denen von unten, die sich häufig um die Person von Jean-Claude Droyer drehten. Die Engländer Ron Fawcett und Pete Livesey kletterten in dieser Zeit viele der technischen Routen frei, d. h. ohne Haken als Griff oder zur Fortbewegung zu nutzen. Sie unterstützten Droyer und zeigten mit ihren freien Begehungen das Kletterpotential der Verdonschlucht auf. Beleidigende Graffiti in Dingomaniaque und Triomphe d’Eros zeugen noch heute von den erbitterten Wortgefechten.

### Die Sportkletterära

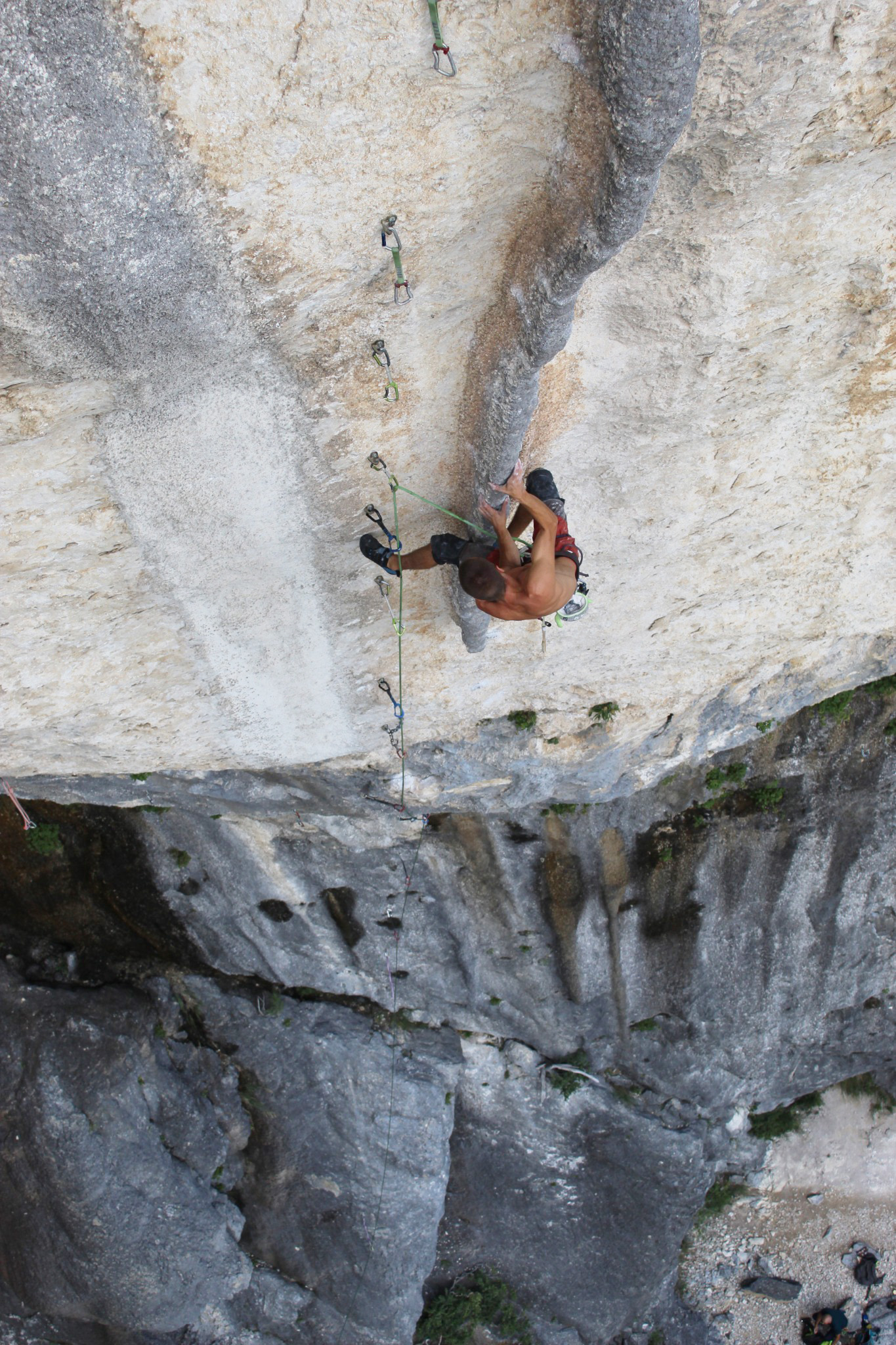
In der Route Hulkosaure (8b), 2021

Erst ab Anfang der 1980er Jahre wurden Haken in der Wand belassen und vereinzelt Bohrhaken gesetzt. Der Kletterelite des Verdon erkannte, dass eine Leistungssteigerung nur mit einer besseren Absicherung der Routen erreicht werden kann. Die ersten nur mit Bohrhaken abgesicherten Routen entstanden dank der Erfindung des Akkubohrers. Durch Erkundung von oben und den systematischen Einsatz von Bohrhaken begann eine neue Welle der Erschließung in der Schlucht. Alte, zum Teil schlecht abzusichernde Routen wurden mit soliden Bohrhaken ausgerüstet. Damit wurde die Verdonschlucht, unter Kletterern kurz das Verdon genannt, das Mekka des Felskletterns in Europa. Hier traf sich die Kletterelite. Einige der hervorragendsten Kletterer dieser Zeit waren im Verdon aktiv: Patrick Edlinger, Patrick Berhault, Jean-Marc Troussier, Jerry Moffatt, Ron Fawcett, die Brüder Claude und Yves Remy sowie Jean-Baptiste Tribout. Mit den Filmen Opéra vertical und La vie au bout des doigts von Jean-Paul Janssen, in denen Patrick Edlinger einige Routen im VIII Grad free solo kletterte, wurde das Klettern in der Verdonschlucht medial bekannt. Auch Catherine Destivelle hinterließ ihre Spuren in Form eines Videos ihrer Begehungen der Pichenibule. Die Wende der Beliebtheit des Verdon bei der Kletterelite wurde mit der Eröffnung von Les Spécialistes eingeleitet. Jacque Perrier richtete diese Route im Jahre 1985 ein, welche zwei Jahre später von Jean-Baptiste Tribout frei geklettert und mit 8c als damals schwerste Route Frankreichs bewertet wurde. Patrick Edlinger gelang die zweite freie Begehung; er wertete die Route von 8c auf 8b+ ab. Diese Route führt aus einer Grotte heraus und ist weit überhängend. Sie zeigte den Weg der weiteren Entwicklung des Sportkletterns auf, weg von Plattenrouten hin zu überhängenden und athletischen Routen. Das war auch das Ende der großen Zeit der Verdonschlucht als Klettermekka der Weltelite. Für „Normalkletterer“ blieb das Verdon immer eines der wichtigsten Klettergebiete Europas.

### Die ruhigere Phase der Erschließung
Auch wenn der Kletterhype der Spitzenkletterer in der Schlucht vorbei war, diese trafen sich mittlerweile in den Klettergebieten von Buoux, Cimai und Céüse, hatte die Verdonschlucht eine gleichbleibend sehr hohe Besucherzahl durch Kletterinnen und Kletterer aus aller Welt und blieb schon deswegen eines der wichtigsten Kletterziele Europas. Auch die Weltelite kam immer wieder zurück. Immer wieder kam es zu spektakulären Begehungen. Lynn Hill gelang 1994 die erst freie onsight Begehung der 1986 von Cristophe Froifond eingerichteten 12-Seillängen-Technoroute Mingus. Diese Route wurde wahrscheinlich erst 2019 durch Nina Caprez wiederholt, nachdem sie vorher mit der Amerikanerin Ann Raber alte 8-mm-Bolts ausgetauscht hatte. Stefan Glowacz kletterte 2012 sein Projekt Golden Shower, einen 150 m hohen und stark überhängenden Pfeiler im Gebiet Maugué, erstmals frei, nachdem er die Route acht Jahre zuvor eingerichtet hatte. Diese und zwei weitere Routen im Verdon sind noch heute (Stand 2023) unter den Top Ten der schwierigsten Mehrseillängenrouten: Don’t slip&fall if you can jump&fly von Michi Kemeter aus dem Jahre 2014 und frei geklettert von ihm selbst am 5. Dezember 2017, sowie Hosanna, eingerichtet von Patrice Glairon-Rappaz und frei begangen von Cédric Lachat am 22. Oktober 2016.
Nur Bruno Clément ist dem Verdon wirklich treu geblieben. Cathérine Desteville nannte ihn den Tempelwächter. Er hat bis zum Jahre 2023 über 500 Routen im Verdongebiet eingerichtet, unter ihnen so mythische Linien wie Tom et je ris. Dank seiner Aktivitäten gab es schon im Jahre 2014 über 2500 Routen in allen Schwierigkeitsgraden und Längen in den Felsen der linken und rechten Schluchtwand.

### Die Renaissance der Verdonschlucht

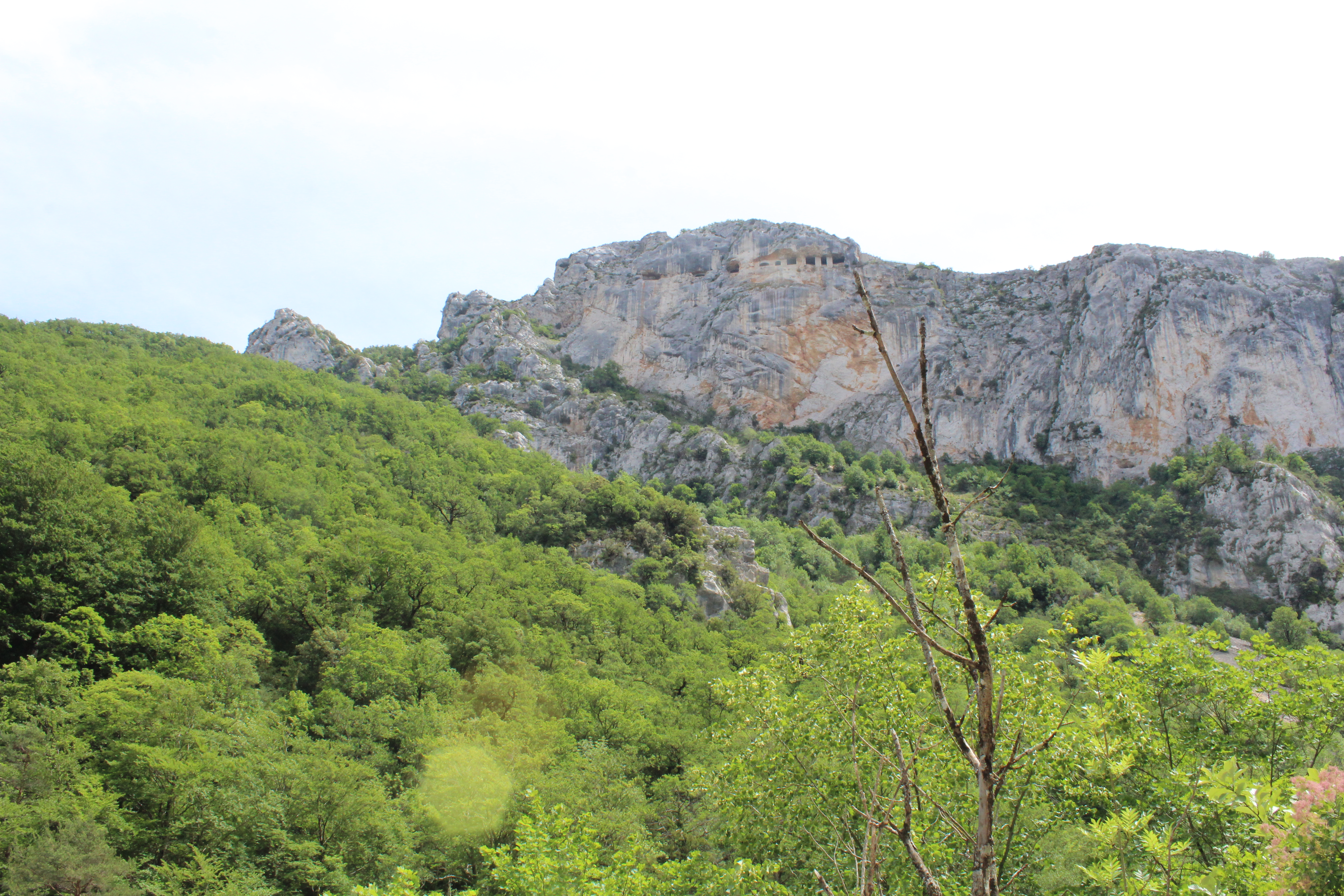
Die Grotte von La Ramirole liegt links unterhalb des Tunnels de Fayet

Die Wiederbelebung der Verdonschlucht begann mit der Erschließung neuer Einseillängenrouten wie z. B. im Sektor Courchon, in der Hulk Grotte und mehrerer Routen in stark überhängenden Wandteilen bei der Pont de Galetas am Lac de Sainte-Croix, die nur mit dem Boot erreichbar sind. In einer 400 m breiten und 150 m hohen, auf der linken Verdonseite gelegenen Grotte ist die erste Route von G.Sauget und H. Guigliarelli begangen worden (Les salades de l’apocalypse). 1997 sahen sie aber nur die Möglichkeit eines technischen Durchstiegs. Jahre später, mit der weiteren Erschließung dieser sehr überhängenden Wand, ist die Verdonschlucht wieder in den Focus der Weltelite gerückt. Antonin Rhodes ist der Haupterschließer der Wand, die heute unter dem Namen La Ramirole weltbekannt ist. Geklettert wird meist entlang von Sintersäulen an kleinen Leisten mit schlechten Tritten. Im Topo von Greenspit werden 76 (Stand 2023), meist sehr lange, Ein- und Zweiseillängenrouten beschrieben. Es ist erstaunlich, dass Christophe Louis den Routenverlauf der alten Technoroute von 1997 im Jahre 2015 leicht modifizierte und mit „nur“ 7a die momentan leichteste Route von la Ramirole kreierte. Endgültig wieder in die Liste der bedeutendsten Klettergebiete der Welt aufgestiegen ist die Verdonschlucht mit Seb Bouins freien Durchstieg von La Rage d’Adam (9b+) sowie der Erstbegehung von DNA, ebenso durch Seb Bouin, der zweiten mit 9c bewerteten Route der Welt. Seb Bouin hat insgesamt 150 Tage in der Grotte von La Ramirole verbracht, um DNA schließlich am 29. April 2022 frei zu klettern. Eine Wiederholung der Route und eine Bestätigung der Schwierigkeit stehen noch aus. Mit La Rage d’Adam und DNA stehen mittlerweile zwei Verdon-Routen in der Top 15 der schwersten Routen der Welt.
In der stark überhängenden, bis 150 m hohen Wand wurden auch zehn Mehrseillängenrouten mit bis zu 7 Seillängen eingerichtet. Die Einfachste ist mit 7c+ Fred Bourgeois’ L’Antidote. Die schwierigste Route ist mit 8b+ Hosanna von P. Glairon-Rappaz. Sie gehört zu den zehn schwersten Mehrseillängenrouten der Welt. Die bekannteste Mehrseillängenroute ist wohl der von Bruno Clément erstbegangene Mega-Klassiker La Ramirole. Katherine Choong gelang am 18. April 2022 der komplette Durchstieg dieser 150 m langen Route. Die Route kennzeichnet sehr athletische Kletterei an Sintern und Leisten und weist drei 8a- und eine 8b-Länge auf. Begehungen sind u. a. auch von Seb Bouin, Adam Ondra und Nina Caprez bekannt.

## Zugang zu den Routen und Rückzugsmöglichkeiten
Die meisten Routen an der rechten Schluchtwand werden von den Parkplätzen entlang der Ringstraße D23, der Route des Crêtes, erreicht. Die Parkplätze an den Aussichtspunkten (Belvédères genannt) sind Touristenattraktionen wegen der Blicke in die Schlucht. Die Route des Crêtes ist im mittleren Teil eine Einbahnstraße und wird im Uhrzeigersinn befahren. Der Zugang zu den Einstiegen des Sektors l’Escalès erfolgt von oben durch Abseilen. Routennamen sind häufig an den Ausstiegen am oberen Schluchtrand angeschrieben, trotzdem ist die Orientierung wegen der Länge der Felswand schwierig. Abgeseilt wird direkt über die Route oder über markierte Abseilpisten zu den bewachsenen Terrassen. Einmal über die Wand abgeseilt, gibt es nur noch den Weg nach oben. Leichtere Aufstiegsmöglichkeiten sind praktisch nicht vorhanden. Fluchtmöglichkeiten durch Abseilen zum Wanderweg Sentier Blanc-Martel existieren von den meisten Terrassen, sie sind aber schwer zu finden und der Rückweg über den Wanderweg dauert je nach Sektor mehrere Stunden.
Diejenigen Routen, die im Schluchtgrund beginnen, werden vom Parking Samson durch mehrere unbeleuchtete, bis 700 m lange Tunnel erreicht. Auch aus diesen Routen ist ein Rückzug wegen langer Quergänge oder stark überhängendem Gelände häufig schwierig oder unmöglich. Nur abseits der Hauptwand wurden Sektoren oberhalb und unterhalb der Route des Crêtes erschlossen, die per Fußweg erreicht werden (z. B. Sektor Malines). Hier sind Rückzüge meist problemlos. Zustiege zu den modernen Sportklettergebieten sind meist ohne erwähnenswerte Schwierigkeiten, Ausnahmen gibt es natürlich immer wieder (z. B. Sektor Hulk).

## Absicherung und Schwierigkeitsbewertung
Generell muss in allen Routen, die von der Route des Crêtes erreicht werden, mit nach heutiger Auffassung weiten Hakenabständen gerechnet werden. Diese liegen in den älteren Routen zwischen vier und fünf Meter. In den Plattenrouten sind zusätzliche Absicherungen durch mobile Sicherungen (Klemmkeile und Friends) meist nicht möglich. Im Gegensatz dazu sind mobile Sicherungen in den Verschneidungs- und Rissrouten zwingend erforderlich. Da die Plattenrouten z. T. von oben eingerichtet wurden, befinden sich schwere Kletterstellen häufig zwischen den Haken oder sogar kurz vor den Haken. Ebenso sind manche Haken ungünstig platziert und nur schwer einzuhängen. Das Bohrhakenmaterial ist sehr variabel. Alte 8-mm-Schrauben sind kombiniert mit soliden 12-mm-Bohrhaken. Die älteren Routen sind meist hart bewertet und die vielen Begehungen haben die Routen wegen der Abnutzung des Gesteins (Verspeckung) nicht einfacher gemacht.

## Abweichende Begehungsstile
Viele Begeher klettern im Sektor l’Escalès nur die letzte Seillänge der bis zu 320 m langen Routen im Toprope. Starke Begehungsspuren sind die Folge. Für normale Begehungen von unten als Seilschaft ist diese letzte Seillänge häufig sehr unangenehm zu klettern. Immer häufiger werden auch gesicherte Solobegehungen beobachtet. Die kletternde Person sichert sich mit Klemmgeräten selbst an bis zu 200 m langen, nicht dehnbaren Höhlenforscherseilen (Statikseil). Diese werden oben am Schluchtrand befestigt.

## Anmerkung
1. ↑   Es scheint eine Tendenz zu geben, alte Bohrhaken aus klassischen Rissrouten, die gut mit mobilen Sicherungsmitteln abgesichert werden können, ganz zu entfernen oder zumindest deren Anzahl zu reduzieren. Der Informationsstand ist unübersichtlich (Stand Ende 2023).